# Conservatorio Nacional de Azerbaiyán
El Conservatorio Nacional de Azerbaiyán (en azerí: Azərbaycan Milli Konservatoriyası) es una institución de educación superior y principal universidad pública de Bakú.

## Historia del conservatorio
El Conservatorio Nacional de Azerbaiyán fue fundado el 13 de junio de 2000 con el decreto del presidente de Azerbaiyán, Heydər Əliyev. El 10 de agosto de 2001 el Colegio de Música de Bakú en nombre de Asef Zeynalli y Liceo Nacional de Arte fueron incluidos a la estructura del conservatorio. Siyavush Kerimi fue nombrado rector del conservatorio.
El 13 de febrero de 2014 se realizó la inauguración del nuevo complejo administrativo e educativo del Conservatorio Nacional de Azerbaiyán.

## Departamentos del conservatorio
- Departamento de Recursos Humanos
- Departamento de Juventud y Deportes
- Departamento de Relaciones Internacionales
- Departamento de Proyectos
- Departamento de Educación y Ciencia